# Перейра да Силва, Лусиано Жосе
Лусиано да Силва (порт. Luciano da Silva; 16 марта 1980, Риу-Бранку, Бразилия) — бразильский футболист, бывший вратарь нидерландского клуба «Гронинген».

## Карьера
Лусиано да Силва является воспитанником знаменитой футбольной академии «Васко да Гама». В 2000 году Лусиано переехал в Европу, чтобы попробовать свои силы в чемпионате Бельгии. С первого сезона заработал место основного вратаря команды «Беерсхот». В 2005 году стал обладателем Кубка Бельгии в составе футбольного клуба «Беерсхот», одержав победу над «Брюгге» в финале со счётом 2:1. Демонстрировал отличную игру в чемпионате Бельгии, и в 2007 году его переманили в элитный дивизион первенства Нидерландов. Выступал в футбольном клубе «Гронинген» на протяжении семи сезонов.
Директор команды «Гронинген» Хенк Велдмате, охарактеризовал Лусиано да Силву как отличного вратаря несмотря на невысокий рост, который имеет великолепную реакцию и прыгучесть. В 2014 году Лусиано был вынужден завершить футбольную карьеру из-за серьёзной травмы колена.

## Достижения
«Беерсхот»
- Обладатель Кубка Бельгии: 2005[8]